# Tragia rubiginosa
Tragia rubiginosa är en törelväxtart som beskrevs av Michael J. Huft. Tragia rubiginosa ingår i släktet Tragia och familjen törelväxter.
Artens utbredningsområde är Peru. Inga underarter finns listade i Catalogue of Life.